# Мартин Пољаков
Мартин Пољаков (енгл. Martyn Poliakoff) је британски хемичар који се бави научном хемијом, као и развојем еколошки прихватљивих процеса и материјала. Основе његовог рада су суперкритични флуиди, инфрацрвена спектроскопија и ласери. Редовни професор је на Универзитету у Нотингему. Његова истраживачка група састоји се из неколицине осталих запослених. Упоредо са истраживањима на Универзитету у Нотингему држи разна предавања, укључујући неколико курсева зелене хемије на којој се заснива већи део његових истраживања.
Додељен му је Орден Британске империје трећег реда (Commander of the Order of the British Empire) 2008. године, а члан је британског Савета за науку и инжењерство. Преузео је улогу секретара иностраних послова и потпредседника Краљевског друштва новембра 2011. године.

## Каријера
Пољаков је студирао на Кингс колеџу у Кембриџу, где је дипломирао 1969. а докторирао 1973. под менторством Џ. Џ. Тарнера. Године 1972. прешао је на Универзитет у Њукаслу, док је 1979. заузео место професора на Универзитету у Нотингему

## Популарна наука
Пољаков је наратор низа од око 300 кратких видеа названих The Periodic Table of Videos (срп. Периодни систем видеа),, који представљају пројекат популарне науке намењен за упознавање јавности са свих 118 елемената периодног система. Овај пројекат сада обухвата и молекуле; постоји и неколицина посебних видеа о другим хемијским темама. Нашао се на вестима када је прорачунао да Пехар Светског првенства у фудбалу није могао цео бити начињен од злата, јер би тада био сувише тежак да се дигне рукама.

## Лични живот
Пољаков је син енглеско-јеврејске мајке Ине и руско-јеврејског оца Александра Пољакова. Пољаков има двоје деце, Елену Пољакову (професора психологије на Универзитету у Манчестеру) и Сајмона Пољакова (професора физике). Његов брат Стивен Пољаков је сценариста и редитељ. Пољаков је одмалена пријатељ са Тонијем Џатом, коме је посветио видео 2010. године када је Џат преминуо.